# Agyra
Agyra là một chi bướm đêm thuộc họ Noctuidae.